# Jerzy Henryk Lubomirski
Il principe Jerzy Henryk Lubomirski (Vienna, 28 maggio 1817 – Cracovia, 25 maggio 1872) è stato un nobile e politico polacco.

## Biografia
Era il figlio del principe Henryk Lubomirski, e di sua moglie, Teresa Czartoryska, figlia di Józef Klemens Czartoryski. Studiò a Praga e a Vienna.

## Carriera
Già durante i suoi studi a Praga presso l'Università Carlo di Praga, stabilì contatti con i revivalisti cechi. Durante la rivoluzione del 1848 iniziò a dedicarsi alla politica. Il 6 aprile 1848 divenne membro della delegazione galiziana a Vienna. Poi andò a Breslavia, dove ha partecipato al Congresso polacco. Ha anche rappresentato la Galizia al Congresso slavo di Praga. A Praga assistette anche a una rivolta e alla successiva repressione militare. Durante gli scontri con l'esercito, è stato addirittura arrestato e rilasciato solo grazie all'intervento di Franz Anton di Thun-Hohenstein.
Nelle elezioni del 1848 fu eletto all'Assemblea costituente austriaca. Ha rappresentato il collegio elettorale di Łańcut in Galizia, ma dimise nel dicembre dello stesso anno V seznamu poslanců z ledna 1849 již nefiguruje..
Dopo il ripristino della forma di governo costituzionale all'inizio degli anni '60, è diventato membro della Dieta galiziana.
Dal 1869 al 1872 fu curatore delle collezioni Ossolineum. È stato uno dei fondatori dell'Accademia delle scienze di Cracovia. Trovò la Bibbia della regina Zofia come un importante memoriale della vecchia letteratura polacca e la pubblicò a proprie spese.
Rimase in contatto con i rappresentanti cechi ed era amico del pastore Václav Štulc.

## Matrimonio
Sposò, il 15 luglio 1853 a Klemensuv, la contessa Cecilia Zamoyska (10 maggio 1831-23 luglio 1904), figlia del conte Andrzej Artur Zamoyski. Ebbero cinque figli:
- Teresa (1857-1883), sposò il principe Karol Radziwiłł;
- Izabella (1858-1859);
- Maria (1860-1942), sposò il conte Benedict Tyszkiewicz;
- Andrzej (1862-1953);
- Kazimierz (1869-1930).